# Аркисий
Аркисий или Аркесий (др.-греч. Ἀρκείσιος или Ἀρκέσιος) — персонаж греческой мифологии, царь островов Кефалления и Итака. По одной версии, сын Зевса от Евриодии, по другой — сын аттического героя Кефала от Прокриды либо от медведицы, превратившейся в женщину. Отец Лаэрта и дед Одиссея.

## В мифологии

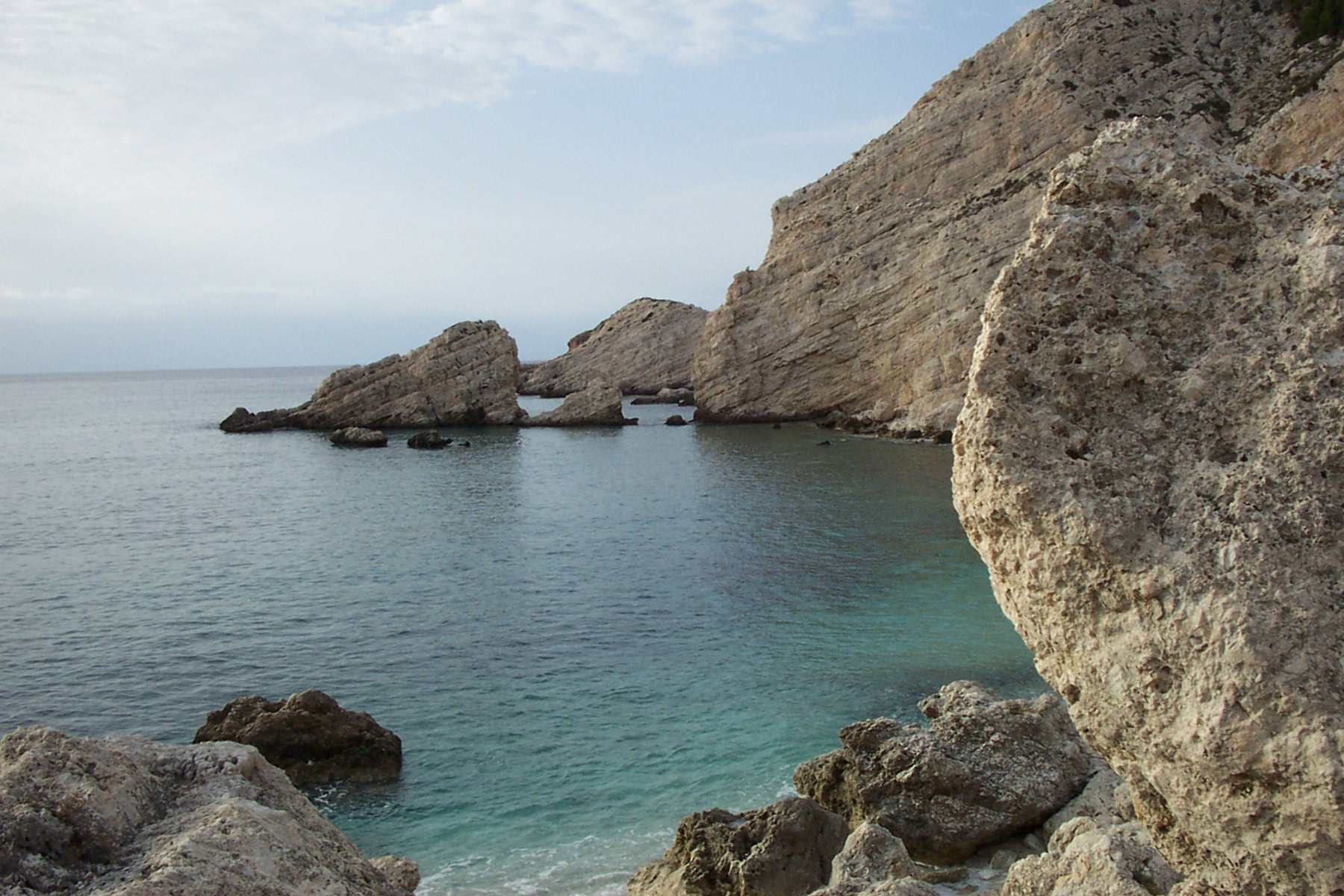
Берег Кефаллении. Именно на этом острове, согласно античным авторам, родился Аркисий

В классической версии мифа Аркисий — сын верховного бога Зевса и Евриодии. Согласно Аристотелю, Аркисий был сыном аттического героя Кефала, который жил на острове Кефалления и долго не имел детей. Однажды герой отправился в Дельфы и спросил пифию о том, как ему обзавестись потомством. Та посоветовала Кефалу сойтись с первым живым существом женского пола из тех, кого он встретит по возвращении домой. Кефал встретил медведицу. Придя к нему домой, зверь превратился в женщину, которая позже родила сына — Аркисия. Исследователи полагают, что это этиологический миф, основанный на сходстве имени мифологического героя (др.-греч. Ἀρκείσιος) с названием зверя (ἄρκτος).
Есть и другие версии. Так, Псевдо-Гигин сообщает, что матерью Аркисия была первая жена Кефала Прокрида из рода афинских царей. Антиковеды отмечают противоречивость этого варианта генеалогии: Кефал оказался на Кефаллении уже после гибели Прокриды, так что матерью Аркисия должна была считаться скорее вторая жена — Климена, дочь царя беотийского Орхомена Миния. Согласно античным схолиям к поэмам Гомера и комментарию Евстафия Солунского, Аркисий приходился Кефалу не сыном, а внуком — через Килла или Келея.
От отца Аркисий унаследовал царскую власть над несколькими островами Ионического архипелага. Это были Кефалления и Итака; известно, что представители этого рода правили и Закинфом. Его женой, согласно схолиям к «Одиссее» Гомера, была Халкомедуза (Халкомедуса), сыном — Лаэрт (которого Гомер соответственно называет Аркесиадом), а внуком — Одиссей. Гомер особо отмечает, что в роду итакийских царей традиционно был только один мужчина на каждое поколение.

## В культуре Нового и Новейшего времени
Аркисий стал персонажем романа Франсуа Фенелона «Приключения Телемака» (1699) и поэмы Василия Тредиаковского «Телемахида» (1766).
В романе украинского писателя Генри Лайона Олди «Одиссей, сын Лаэрта» (2000—2001) заглавный герой именует себя «внуком Аркесия-островитянина, забытого едва ли не сразу после его смерти»; здесь Аркисий/Аркесий противопоставлен другому деду Одиссея — Автолику, «щедро осыпанному хвалой и хулой». Британский писатель Глин Айлиф сделал персонажем своего романа «Царь Итаки» (2008) мальчика-пастуха по имени Аркесий, названного в честь деда Одиссея.